# 미국 남부

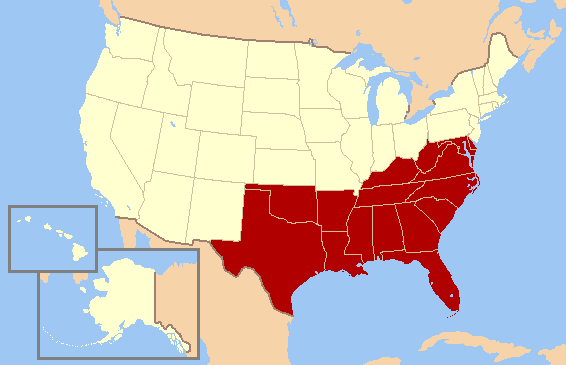
남부는 여러가지로 정의되지만 위의 붉은색 그림은 미국 인구조사국에서 정의하는 미국남부이다.

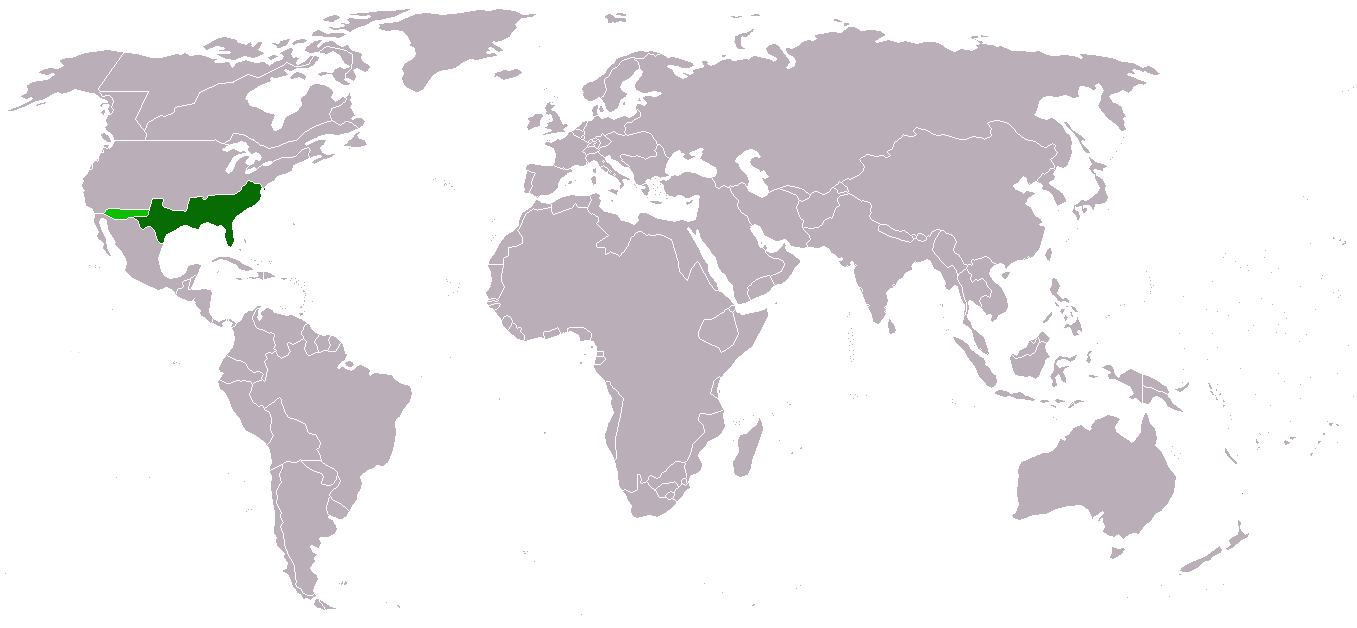
남북 전쟁당시의 남부맹방의 위치

미국 남부(美國 南部, 영어: Southern United States, Dixie, Southern States, American South, Southland, Dixieland, the South)는 지리학적인 미국의 남쪽 지역을 일컫는 선 벨트와는 구분된다. 이 지역의 독특한 지역색과 역사는 다양한 민족 구성에서 시작된다. 이 지역은 초기 스페인, 프랑스, 영국의 식민지였으며 진보된 문명을 가진 아메리카 원주민들의 터전이자 노예로써 유입된 아프리카계 미국인의 농장지대였다. 남부 연합의 전통과 남북 전쟁에서의 패배, 노예 인구, 플랜테이션 등으로 이곳의 역사와 관습은 타지역과 구분된다.
최근 남부 지역은 미국 내에서 빠르게 도시화되며 이민자를 끌어당기며 성장 중이나, 빈곤율은 일부 주를 제외하고 미국 평균보다 높다. 특히 농촌 지역의 빈곤율이 매우 높은 편이다.
이곳의 지역색은 도덕, 관습, 인간 관계, 인종 문제에 있어 보수적이다.
남부의 인구 구성은 주로 백인과 흑인인데, 백인은 여타 지역과 비슷하며, 흑인은 오히려 북부의 흑인보다 생활수준이 높다.

## 인구 구성
남부 16개 주 인구는 1억 1천만여 명으로 미국 인구의 3분의 1정도이다.
다음은 남부 지역의 민족별 인구이다.
(혈계 파악의 어려움으로 정확하지 않으며 자기 조사이기 때문에 실제 인구는 이보다 더 많다.)
- 영국계 미국인: 1천 2백만여 명
- 아프리카계 미국인: 1천만여 명
- 독일계: 3백 60만여 명
- 아일랜드계: 3백 60만여 명
- 프랑스계: 1백만여 명
- 스코트-아일랜드계

## 지역 구분
- 남부 대서양 지역: 플로리다주, 조지아주, 메릴랜드주, 노스캐롤라이나주, 사우스캐롤라이나주, 버지니아주, 웨스트버지니아주, 델라웨어, 워싱턴 D.C.
- 동남 지역: 앨라배마주, 미시시피주, 켄터키주, 테네시주, 텍사스주 일부 (댈러스, 포트워스, 휴스턴을 비롯한 텍사스 북동부 및 남동부 지역)[4]
- 서남 지역: 텍사스주, 아칸소주, 루이지애나주, 오클라호마주

이외에도 다음과 같은 다른 명칭이 존재한다.
- 디프사우스 (Deep South): 플랜테이션이 주 산업이었던 목화 생산지, 아프리카계 미국인 인구가 많고 가장 보수적인 지역이다.

앨라배마주, 조지아주, 루이지애나주, 미시시피주, 사우스캐롤라이나주
- 올드사우스 (Old South): 1860년 이전 노예주
- 뉴사우스 (New South): 주로 남부 대서양 지역
- 딕시 (Dixie): 남부 연합에 가입했었던 11개 주
- 보더사우스 (Border South): 남부 연합에 가입하지 않았으나 남부와 북부 경계에 위치한 주.

미주리주, 델라웨어주, 켄터키주, 메릴랜드주

## 주요 도시
인구순 주요 도시 목록은 다음과 같다.
| 순위 | 주                     | 광역권 도시            | 인구 (2009) | 도시 사진   |
| ---- | ---------------------- | ---------------------- | ----------- | ----------- |
| 1    | 텍사스주               | 댈러스-포트워스-알링턴 | 6,447,615   |             |
| 2    | 텍사스주               | 휴스턴                 | 5,867,489   |             |
| 3    | 플로리다주             | 마이애미               | 5,547,051   |             |
| 4    | 버지니아주, 메릴랜드주 | 워싱턴 D.C.-알링턴     | 5,476,241   |             |
| 5    | 조지아주               | 애틀랜타               | 5,475,213   |             |
| 6    | 플로리다주             | 탬파-세인트피터즈버그  | 2,747,272   |             |
| 7    | 메릴랜드주             | 볼티모어               | 2,690,886   |             |
| 8    | 플로리다주             | 올랜도                 | 2,082,421   | 디즈니 월드 |
| 9    | 텍사스주               | 샌안토니오             | 2,072,128   |             |
| 10   | 노스캐롤라이나주       | 샬럿                   | 1,745,524   |             |

## 같이 보기
- 블랙 벨트
- 잃어버린 대의
- 라이스 벨트
- 서던 힙합
- 남부의 환대
- 서던 록
- 남부전략